# Julija Bakastova
Julija Bakastova, född 26 juni 1996 i Kiev, är en ukrainsk fäktare som vid OS 2024 ingick i det ukrainska laget som tog guld i sabel.